# Ján Chabada
Ján Chabada (10. února 1915 Vígľaš – 18. dubna 1970 Bratislava) byl slovenský evangelický duchovní (biskup) a publicista.
V červnu 1950 se stal tajemníkem Generálního biskupského úřadu a od 14. října 1951 do své smrti zastával úřad generálního biskupa Slovenské evangelické církve augsburského vyznání v Československu. Kolaboroval s komunistickým režimem a aktivně se účastnil činnosti Křesťanské mírové konference.
| Biskup ECAV                       | Biskup ECAV           | Biskup ECAV            |
| --------------------------------- | --------------------- | ---------------------- |
| Předchůdce: Vladimír Pavel Čobrda | 1951–1970 Ján Chabada | Nástupce: Ján Michalko |